# Isla de Oleron
La isla de Oleron (en idioma francés Île d'Oléron) es una isla francesa situada en la costa atlántica del departamento del Charente Marítimo, dentro de la región de Nueva Aquitania, al norte del estuario de Gironda.
Se trata de la segunda mayor isla de la Francia metropolitana, por detrás de Córcega. Tiene 34 km de largo y 15 km de ancho y un relieve relativamente plano con una cota más alta de 34 metros.  Su superficie total suman 175 km² en los que se agrupan 20.009 habitantes repartidos en ocho comunas y un cantón de su mismo nombre (Isla de Oleron).
Oléron se encuentra en el corazón de la zona más soleada de la costa atlántica francesa. La isla se beneficia de más de 2100 horas de luz al año

## Historia
Oléron se conoce desde el primer siglo bajo el nombre de Uliaros “in aquitanico sinu Vliaros” (Plinio el Viejo, Historia natural, Libro IV. XXXIII.XIX)
Desde finales del siglo III, la vid se cultiva en Oléron. Cuando el emperador romano Probo extiende a toda las Galias el privilegio de tener viñedos y producir vino, la cultura del vino se desarrolla en esta isla.

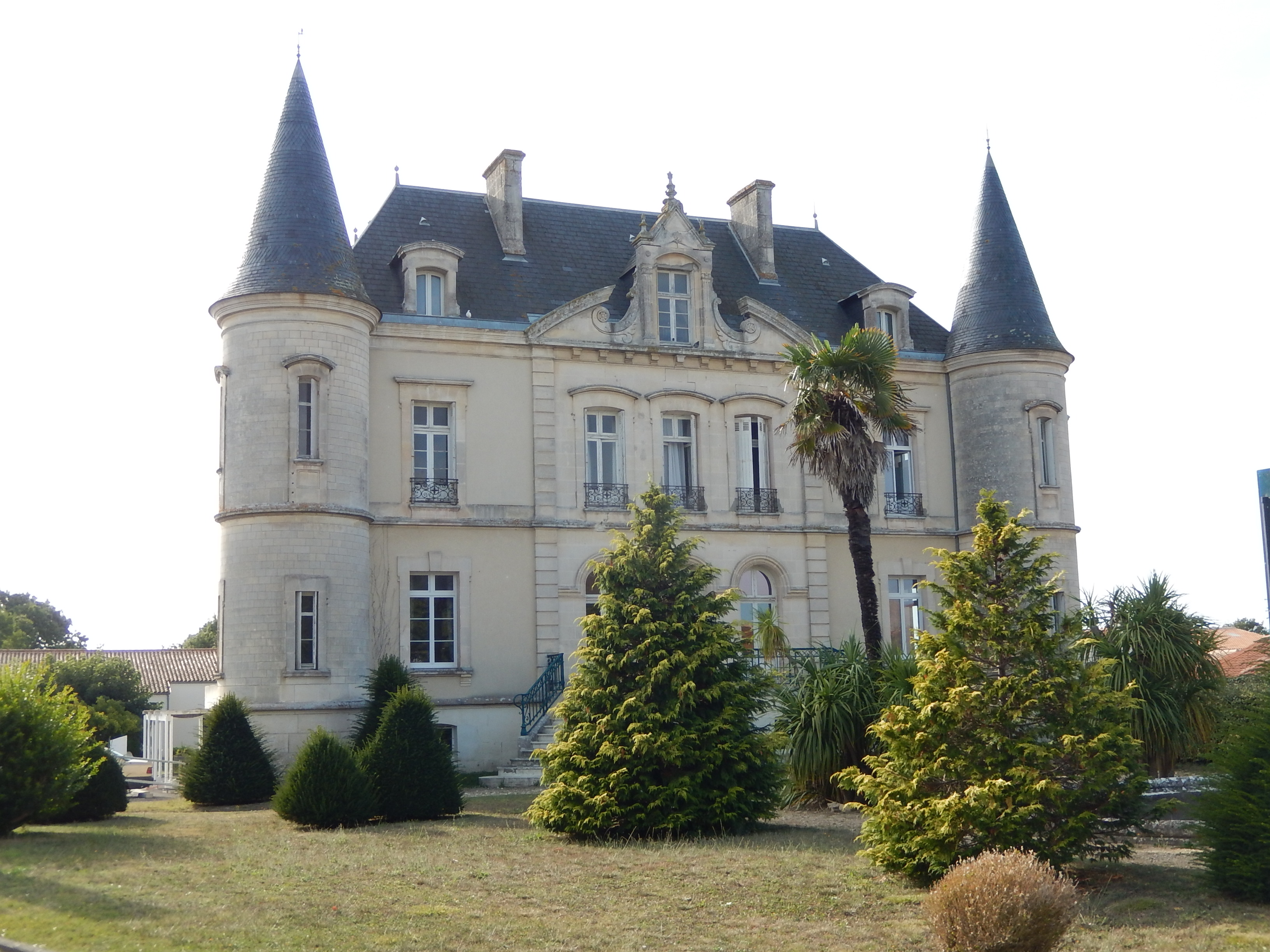
El Château Fournier, ubicado en Saint-Georges d'Oléron, es testigo del pasado vitivinícola de la isla.

Esta particularidad isleña perdurará hasta finales del siglo XIX. Lamentablemente, la llegada de la filoxera diezmó casi todas las vides. La isla fue duramente golpeada, por lo que los dominios burgueses no lograron recuperarse. 
La producción de uva en la actualidad es principalmente para Coñac (bois ordinaires).
En los siglos VII y VIII, la isla, junto con Ré, formó las Vacetae Insulae o islas Vacetian. Vaceti est otro nombre para los vascones, la referencia es evidencia del control vasco (gascón) de las islas en esa fecha.
Fue en Oléron entre 1152 y 1160 cuando Leonor de Aquitania introdujo las primeras leyes 'marítimas' o de 'almirantazgo' en esa parte del mundo: los Rollos de Oléron. En 1306, Eduardo I de Inglaterra concedió la isla a su hijo, Eduardo II, como parte del Ducado de Aquitania.
Durante la Revolución Francesa de 1793, se cambió el nombre de los pueblos de la isla de Oléron. El Château d'Oléron se convierte en "Igualdad", Saint-Trojan se convierte en "La Montagne", Dolus se convierte en "Sans-Culotte", Saint-Pierre se convierte en "La Fraternité", Saint-Georges se convierte en "L'Unité". El territorio de Oleron no se salva, se convierte en "la isla de la Libertad".
Durante la Segunda Guerra Mundial, la isla fue ocupada por fuerzas alemanas y fortificada. Fue liberado por las Fuerzas Francesas Libres en un asalto anfibio denominado Operación Júpiter el 29 de abril de 1945. El crucero francés Duquesne disparó 550 proyectiles pesados contra las baterías de artillería alemanas. La guarnición se rindió al día siguiente.
Desde el 19 de marzo de 1966 está unida al continente por un puente de 2.862 m (el segundo más largo de este tipo en Francia, por detrás del de la Isla de Ré). 
La isla de Oléron es conocida hoy en día por la calidad de su producción de ostras.